# Associazione Calcio Lanerossi Vicenza 1966-1967
Questa voce raccoglie le informazioni riguardanti l'Associazione Calcio Lanerossi Vicenza nelle competizioni ufficiali della stagione 1966-1967.

## Stagione
Nella stagione 1966-1967 il L.R. Vicenza disputa il campionato di Serie A, con 28 punti in classifica si piazza in quattordicesima posizione. Lo scudetto è stato vinto dalla Juventus con 49 punti con un punto di vantaggio sull'Inter, sono retrocesse in Serie B la Lazio, il Foggia, il Venezia ed il Lecco.
Salvezza ottenuta all'ultima giornata con il pareggio interno (0-0) con il Bologna. In evidenza i due attaccanti Mario Maraschi e Sergio Gori che con otto reti a testa hanno dato un grosso contributo alla causa biancorossa. Tre allenatori si sono succeduti sulla panchina per poter ottenere la tanto sospirata salvezza. In Coppa Italia gioca tre partite in trasferta, supera il primo turno con un sorteggio favorevole contro il Livorno, nel secondo turno batte ed elimina il Foggia (0-3), nel terzo turno cede il passo alla Juventus (5-2) dopo i tempi supplementari.

## Rosa
| N. |                   | Ruolo | Calciatore         |
| -- | ----------------- | ----- | ------------------ |
|    | Italia (bandiera) | P     | Franco Luison      |
|    | Italia (bandiera) | P     | Pierluigi Giunti   |
|    | Italia (bandiera) | P     | Roberto Terreni    |
|    | Italia (bandiera) | D     | Gianfranco Volpato |
|    | Italia (bandiera) | D     | Marino Rossetti    |
|    | Italia (bandiera) | D     | Sergio Carantini   |
|    | Italia (bandiera) | D     | Gabriele Piampiani |
|    | Italia (bandiera) | D     | Sergio Osterman    |
|    | Italia (bandiera) | D     | Roberto De Petri   |
|    | Italia (bandiera) | D     | Salvatore Flamini  |
|    | Italia (bandiera) | C     | Cesare Poli        |
|    | Italia (bandiera) | C     | Nello Governato    |

| N. |                    | Ruolo | Calciatore            |
| -- | ------------------ | ----- | --------------------- |
|    | Italia (bandiera)  | C     | Domenico Fontana      |
|    | Italia (bandiera)  | C     | Sergio Pini           |
|    | Italia (bandiera)  | C     | Ivan Gregori          |
|    | Italia (bandiera)  | A     | Mario Maraschi        |
|    | Uruguay (bandiera) | A     | Héctor Demarco        |
|    | Italia (bandiera)  | A     | Sergio Gori           |
|    | Italia (bandiera)  | A     | Luigi Menti           |
|    | Italia (bandiera)  | A     | Sergio Campana        |
|    | Italia (bandiera)  | A     | Nicola Ciccolo        |
|    | Brasile (bandiera) | A     | José Ricardo da Silva |
|    | Italia (bandiera)  | A     | Mauro Nardoni         |
|    | Italia (bandiera)  | A     | Cleto Principe        |

## Risultati

### Serie A

#### Girone di andata
| Arbitro: | Motta (Monza) |

|             |           |  |
| Juliano 83’ | Marcatori |  |

| Arbitro: | D'Agostini (Roma) |

|                        |           |  |
| Facchetti 11’ Jair 51’ | Marcatori |  |

| Arbitro: | Torelli (Milano) |

|                                   |           |             |
| Gori 32’ Fontana 50’ Maraschi 66’ | Marcatori | 65’ Micheli |

| Arbitro: | Bernardis (Trieste) |

|  |           |           |
|  | Marcatori | 65’ Scala |

| Brescia 16 ottobre 1966 5ª giornata | Brescia        | 0 – 0 | Lanerossi Vicenza | Stadio Mario Rigamonti\| Arbitro: \| Vitullo (Roma) \| |
| Arbitro:                            | Vitullo (Roma) |       |                   |                                                        |

| Arbitro: | Pieroni (Roma) |

|              |           |            |
| Rossetti 79’ | Marcatori | 38’ Rivera |

| Arbitro: | Marengo (Chiavari) |

|                        |           |  |
| Brugnera 13’, 50’, 61’ | Marcatori |  |

| Arbitro: | Marengo (Chiavari) |

|          |           |                                 |
| Gori 57’ | Marcatori | 16’ Danova 70’ (rig.) Pelagalli |

| Arbitro: | Genel (Trieste) |

|            |           |              |
| Meroni 83’ | Marcatori | 82’ Da Silva |

| Arbitro: | Gussoni (Tradate) |

|              |           |  |
| Da Silva 52’ | Marcatori |  |

| Roma 11 dicembre 1966 11ª giornata | Lazio           | 0 – 0 | Lanerossi Vicenza | Stadio Olimpico\| Arbitro: \| Genel (Trieste) \| |
| Arbitro:                           | Genel (Trieste) |       |                   |                                                  |

| Arbitro: | Torelli (Milano) |

|                          |           |                                   |
| Volpato 32’ Da Silva 39’ | Marcatori | 58’ Di Giacomo 71’ (rig.) Corelli |

| Arbitro: | Carminati (Milano) |

|                   |           |                |
| Maraschi 30’, 43’ | Marcatori | 76’ F. Mazzola |

| Lecco 31 dicembre 1966 14ª giornata | Lecco          | 0 – 0 | Lanerossi Vicenza | Stadio Mario Rigamonti\| Arbitro: \| Vitullo (Roma) \| |
| Arbitro:                            | Vitullo (Roma) |       |                   |                                                        |

| Arbitro: | De Robbio (Torre Annunziata) |

|  |           |               |
|  | Marcatori | 57’, 76’ Riva |

| Arbitro: | Monti (Ancona) |

|                                |           |  |
| G. Bercellino 58’ De Paoli 69’ | Marcatori |  |

| Arbitro: | Gussoni (Tradate) |

|                        |           |  |
| Turra 73’ Pascutti 89’ | Marcatori |  |

#### Girone di ritorno
| Arbitro: | Pieroni (Roma) |

|                    |           |              |
| Gori 52’ Menti 64’ | Marcatori | 28’ Altafini |

| Arbitro: | Sbardella (Roma) |

|  |           |                                                        |
|  | Marcatori | 7’ S. Mazzola 42’, 57’ Cappellini 52’ Suarez 70’ Corso |

| Arbitro: | Carminati (Milano) |

|                    |           |                             |
| Oltramari 25’, 86’ | Marcatori | 27’ (rig.) Gori 69’ Fontana |

| Arbitro: | Varazzani (Parma) |

|          |           |          |
| Enzo 39’ | Marcatori | 47’ Gori |

| Arbitro: | Gonella (Torino) |

|             |           |           |
| Demarco 45’ | Marcatori | 85’ Troja |

| Arbitro: | Monti (Ancona) |

|                          |           |  |
| Rivera 86’ Innocenti 88’ | Marcatori |  |

| Arbitro: | Carminati (Milano) |

|                                   |           |              |
| Maraschi 30’, 39’ Gori 57’ (rig.) | Marcatori | 13’ Brugnera |

| Bergamo 19 marzo 1967 25ª giornata | Atalanta        | 0 – 0 | Lanerossi Vicenza | Stadio Comunale\| Arbitro: \| Genel (Trieste) \| |
| Arbitro:                           | Genel (Trieste) |       |                   |                                                  |

| Arbitro: | Carminati (Milano) |

|  |           |          |
|  | Marcatori | 45’ Puia |

| Arbitro: | D'Agostini (Roma) |

|          |           |              |
| Reja 47’ | Marcatori | 37’ Da Silva |

| Vicenza 16 aprile 1967 28ª giornata | Lanerossi Vicenza   | 0 – 0 | Lazio | Stadio Romeo Menti\| Arbitro: \| Lo Bello (Siracusa) \| |
| Arbitro:                            | Lo Bello (Siracusa) |       |       |                                                         |

| Arbitro: | Gonella (Torino) |

|                            |           |  |
| Di Giacomo 24’ Jonsson 49’ | Marcatori |  |

| Arbitro: | Lo Bello (Siracusa) |

|  |           |                       |
|  | Marcatori | 68’ Gori 73’ Maraschi |

| Arbitro: | Piantoni (Terni) |

|                            |           |  |
| Maraschi 40’, 58’ Gori 75’ | Marcatori |  |

| Cagliari 14 maggio 1967 32ª giornata | Cagliari       | 0 – 0 | Lanerossi Vicenza | Stadio Amsicora\| Arbitro: \| Monti (Ancona) \| |
| Arbitro:                             | Monti (Ancona) |       |                   |                                                 |

| Arbitro: | Lo Bello (Siracusa) |

|  |           |                |
|  | Marcatori | 65’ Menichelli |

| Vicenza 28 maggio 1967 34ª giornata | Lanerossi Vicenza            | 0 – 0 | Bologna | Stadio Romeo Menti\| Arbitro: \| De Robbio (Torre Annunziata) \| |
| Arbitro:                            | De Robbio (Torre Annunziata) |       |         |                                                                  |

### Coppa Italia
| Livorno 4 settembre 1966 1º Turno | Livorno           | 0 – 0 (d.t.s.) Vince L.R. Vicenza per sorteggio. | Lanerossi Vicenza | Stadio Comunale\| Arbitro: \| D'Agostini (Roma) \| |
| Arbitro:                          | D'Agostini (Roma) |                                                  |                   |                                                    |

| Arbitro: | Picasso (Chiavari) |

|  |           |                                             |
|  | Marcatori | 30’ Ciccolo 38’ (aut.) Gambino 41’ Da Silva |

| Arbitro: | Varazzani (Parma) |

|                                                      |           |                        |
| De Paoli 2’, 110’ Menichelli 52’, 104’ Stacchini 98’ | Marcatori | 22’ Da Silva 72’ Menti |

## Statistiche

### Statistiche di squadra
| Competizione | Punti | In casa | In casa | In casa | In casa | In casa | In casa | In trasferta | In trasferta | In trasferta | In trasferta | In trasferta | In trasferta | Totale | Totale | Totale | Totale | Totale | Totale | DR  |
| Competizione | Punti | G       | V       | N       | P       | Gf      | Gs      | G            | V            | N            | P            | Gf           | Gs           | G      | V      | N      | P      | Gf     | Gs     | DR  |
| ------------ | ----- | ------- | ------- | ------- | ------- | ------- | ------- | ------------ | ------------ | ------------ | ------------ | ------------ | ------------ | ------ | ------ | ------ | ------ | ------ | ------ | --- |
| Serie A      | 28    | 17      | 6       | 5       | 6       | 19      | 20      | 17           | 1            | 9            | 7            | 7            | 19           | 34     | 7      | 14     | 13     | 26     | 39     | -13 |
| Coppa Italia |       | -       | -       | -       | -       | -       | -       | 3            | 1            | 1            | 1            | 5            | 5            | 3      | 1      | 1      | 1      | 5      | 5      | 0   |
| Totale       |       | 17      | 6       | 5       | 6       | 19      | 20      | 20           | 2            | 10           | 8            | 24           | 39           | 37     | 8      | 15     | 14     | 31     | 44     | -13 |

### Statistiche dei giocatori
| Giocatore    | Serie A  | Serie A | Coppa Italia | Coppa Italia | Totale   | Totale |
| Giocatore    | Presenze | Reti    | Presenze     | Reti         | Presenze | Reti   |
| ------------ | -------- | ------- | ------------ | ------------ | -------- | ------ |
| S. Campana   | 20       | 0       | 3            | 0            | 23       | 0      |
| S. Carantini | 26       | 0       | 2            | 0            | 28       | 0      |
| N. Ciccolo   | 13       | 0       | 3            | 1            | 16       | 1      |
| J. Da Silva  | 12       | 4       | 2            | 2            | 14       | 6      |
| H. Demarco   | 27       | 1       | 2            | 0            | 29       | 1      |
| R. De Petri  | 1        | 0       | 2            | 0            | 3        | 0      |
| S. Flamini   | 1        | 0       | 1            | 0            | 2        | 0      |
| D. Fontana   | 14       | 2       | 2            | 0            | 16       | 2      |
| P. Giunti    | 6        | -9      | 2            | -5           | 8        | -14    |
| S. Gori      | 26       | 8       | 2            | 0            | 28       | 8      |
| N. Governato | 16       | 0       | 1            | 0            | 17       | 0      |
| I. Gregori   | 11       | 0       | 1            | 0            | 12       | 0      |
| F. Luison    | 27       | -29     | 1            | 0            | 28       | -29    |
| M. Maraschi  | 31       | 8       | 2            | 0            | 33       | 8      |
| L. Menti     | 20       | 1       | 1            | 1            | 21       | 2      |
| M. Nardoni   | 2        | 0       | 1            | 0            | 3        | 0      |
| S. Osterman  | 5        | 0       | 1            | 0            | 6        | 0      |
| G. Piampiani | 7        | 0       | -            | -            | 7        | 0      |
| S. Pini      | 14       | 0       | -            | -            | 14       | 0      |
| C. Poli      | 28       | 0       | 2            | 0            | 30       | 0      |
| C. Principe  | 1        | 0       | 1            | 0            | 2        | 0      |
| M. Rossetti  | 32       | 1       | 3            | 0            | 35       | 1      |
| R. Terreni   | 1        | -1      | 1            | 0            | 2        | -1     |
| G. Volpato   | 33       | 1       | 1            | 0            | 34       | 1      |